# Argiope ocula
Argiope ocula es una especie de araña araneomorfa género Argiope, de la familia Araneidae. Fue descrita científicamente por Fox en 1938.
Habita en China, Taiwán y Japón.